# Сардинське королівство (1324—1720)
Сардинське королівство (лат. Regnum Sardiniae; лат. Regne de Sardenya; ісп. Reino de Cerdeña; сард. Rennu de Sardigna; італ. Regno di Sardegna; корс. Regnu di Sardegna) — феодальна несуверенна держава що існувала на острові Сардинія з XIV століття по XVIII століття.
У 1297 році папа Боніфацій VIII оголосив про створення ним Regnum Sardiniae et Corsicae (Королівства Сардинського та Корсиканського), що складалося з фактично ніяк не підлеглих папі островів Сардинія та Корсика, на яких існували місцеві незалежні держави — юдикати, і формально надав його як феод королю Арагону Хайме II. Починаючи з 1324 року, Хайме і його наступники поступово фактично завоювали всю територію острова Сардинія і перетворили свою владу де-юре на де-факто. У 1420 році Арагон викупив права останнього незалежного місцевого юдиката і завершив об'єднання усього острова Сардинія під своєю владою.
Королівство було засноване як володіння Арагонської корони, після об'єднання Арагону з Кастилією воно стало володінням Іспанської імперії, з 1708 до 1717 року перебувало під контролем Габсбурзької імперії і відтак до 1720 року знову Іспанської імперії.
У 1720 році, після Війни за іспанську спадщину, острів уступили претенденти на іспанський престол Габсбурги та Бурбони герцогу Савойському Віктору Амадею II. Відповідно до договору про цесію Сардинське королівство зберігало свої автономні інституції до 1847 року, коли король Карл Альберт ухвалив Ідеальне злиття, яке поширило на острів централізовану адміністративну систему, прийняту материковою Савойською державою в добу Наполеона.

## Рання історія
У 238 році до н. е. внаслідок Першої Пунічної війни острови Сардинія та Корсика перейшли з-під влади Карфагена до Римської республіки і стали єдиною провінцією «Корсика й Сардинія». Римляни правили островами до середини V століття нашої ери, коли їх окупували вандали, які утворили власну державу в Північній Африці. У 534 році Сардинію відвоювала у вандалів Східна Римська (Візантійська) імперія.
Починаючи з 705—706 років, маври з Північної Африки та Піренейського півострова (нещодавно завойованих арабськими військами) нападали на прибережні міста Сардинії. А проте острів залишався візантійською провінцією до мусульманського завоювання Сицилії в IX столітті. Після цього сполучення Сицилії зі столицею Візантії Константинополем дуже ускладнилося, і місцеві родини перебрали на себе управління островом і захист його території.
Зіткнувшись із регулярними арабськими грабіжницькими рейдами та загрозою завоювання ними острова, як це вже відбулось із сусідніми Сицилією та Балеарськими островами, і не мавши майже жодної зовнішньої допомоги від візантійської метрополії, Сардинія використала принцип translatio imperii («передачі правління») і продовжувала організовуватися за давньоримською та візантійською моделлю самостійно. Острів не був особистою власністю правителя та його родини, як це було тоді звичайною практикою в Західній Європі, а скоріше окремим утворенням, монархічною республікою як це було під час візантійського панування.
Відомостей про політичну ситуацію на Сардинії в наступні століття мало. Через напади маврів у IX столітті порт Таррос, після більш ніж 1800 років власної історії був покинутий населенням, яке перебралось в Ористано. Така ж доля спіткала Караліс, Торрес та численні інші прибережні поселення. Збереглись повідомлення про потужні морські напади у 1015—1016 роках маврів з Балеарських островів на чолі з Муджахідом аль-Амірі (латинізоване ім'я Мусето). Спроби маврів вторгнутися на острів відбили юдикати за підтримки флотів Пізи та Генуї, молодих морських республік з сусіднього Апеннінського півострова. Папа Бенедикт VIII також звертався до обох морських республік з проханням про допомогу в боротьбі з арабами.
Архонтів (дав.-гр. ἄρχοντες) або латиною юдиків (judices), які правили на острові з IX або X століття до початку XI століття, можна вважати справжніми правителями всієї Сардинії — Господи, допоможи слузі Твоєму Туркотурію, володарю Сардинії, і слузі Твоєму Гетіту), навіть якщо номінально вони залишались васалами візантійських імператорів. З цих суверенів відомі лише два імені: Туркотурій  (Tουρκοτουρίου βασιλικοῦ πρωτοσπαθαρίου та Салусій (καὶ Σαλουσίου των εὐγενεστάτων ἀρχόντων), які, ймовірно, правили у X столітті. Архонти все ще писали грецькою чи латинською мовами, але один із найстаріших документів, що залишився від юдикату Кальярі (так звана Carta Volgare), виданий Торхіторіо I де Лакон-Гунале в 1070 році, був уже написаний романською сардинською мовою, хоч і грецьким алфавітом.
Сардинія була поділена на чотири володіння або королівства — юдикати Кальярі, Арборея, Галлура та Логудоро, що перебували під сильним впливом Пізанської та Генуезької морських республік, які через союзи з юдиками забезпечували свої політичні та економічні зони впливу на острові. У той час як інтереси Генуї були зосереджені переважно в північних і західних регіонах Сардинії, тобто в юдикатах Галлура і Логудоро, інтереси Пізи були в основному на півдні та сході, у юдикатах Кальярі та Арборея. Це стало причиною конфліктів, що призвели до тривалої війни між юдиками, які вважали себе королями, які воюють проти бунтівної знаті.
Сардинська церква ніколи не була під контролем Вселенського Патріархату Константинополя ; це була автономна провінція, що належала до Латинської Церкви і була лояльною до Риму, але протягом візантійського періоду зазнала значного впливу візантійської літургії та культури.
У XII та XIII століттях імператорами Священної Римської імперії двічі надавали різним особам титул короля усієї Сардинії, спочатку юдику Арбореї Баризону II, а згодом Енцо Сардинському. Перший не зміг об'єднати острів під своєю владою, незважаючи на багаторічну війну проти інших сардинських юдиків, і він нарешті уклав з ними мирний договір у 1172 році. У Енцо не було такої можливості. Отримавши титул у 1239 році від свого батька, імператора Фрідріха II, незабаром він був відкликаний батьком і призначений імператорським вікарієм в Італії. Енцо помер у 1272 році, після 23 років полону у в'язниці в Болоньї, не маючи прямих визнаних спадкоємців.

## Заснування Сардинського королівства папою Римським
Наприкінці XIII століття відносини між східною та західною церквами були дуже напруженими, особливо після масового вбивства латинян в Константинополі (1182), захоплення Константинополя латинянами (1204) та наступного відвоювання Константинополя греками (1261). Оскільки на Сицилії ще з візантійських часів залишався потужний грецький вплив і навіть сам титул «юдик» (архонт латиною) нагадував про грецьку церкву та державу, після Великої схизми Рим доклав багато зусиль, щоб відновити латинство в сардинській церкві, політиці та суспільстві, і нарешті об'єднати острів під одним католицьким правителем, як це відбулось в усій південній Італії, де візантійців вигнали католики-нормани. Ідея утворення єдиного королівства для Сардинії та Корсики була висунута в 1297 році папою Боніфацієм VIII. Це мало бути політичне утворення, засноване для Хайме II Арагонського згідно з секретним пунктом в Договорі Ананьї. Наданням прав на поки ще не завойовані Сардинію та Корсику папа планував заохотити Хайме приєднатися до його спроб повернути острів Сицилія, який тоді перебував під владою брата Хайме Фредеріка III, до складу Анжуйського Сицилійського королівства. Обидва острови, що мали увійти до складу нового королівства (Сардинія і Корсика), на той час були зайняті іншими державами та володіннями. У Сардинії три з чотирьох юдикатів за 40 років до договору в Ананьї пройшли через об'єднання і розділ під прямим чи опосередкованим контролем Пізи та Генуї. Генуезька республіка також правила Корсикою з моменту завоювання острова майже два століття тому (бл. 1133 р.).
Крім залучення Хайме II до вирішення сицилійського конфлікту на користь французької анжуйської династії, у папи Боніфація VIII були й інші причини для заснування Королівства Сардинії та Корсики під владою Арагону. Переведення Сардинії з під влади гіббелінської Пізанської республіки під владу союзних папству королів Арагону мало зменшити вплив проімперській та гібелінській Пізанській республіці та самої Священної Римської імперії і призвести до зближення острова з Римом.

## Завоювання Сардинського королівства
Хайме II розпочав фактичне завоювання Сардинії лише в 1324 році, через 35 років після надання йому папою прав на Королівство Сардинії та Косрики. У 1323 році Хайме II уклав союз з Угоне II Арборейським вже в 1324 році Арборейський юдикат, перед загрозою війни з Пізанською республікою, закликав Хайме II на допомогу. Після військової кампанії, яка тривала приблизно рік, Хайме II захопив контрольовані пізанцями території Кальярського та Галлурського юдикатів разом із містом Сассарі, претендуючи на ці території як на складові частини Королівства Сардинії та Корсики, яке йому надав папа. У 1347 році Арагон розв'язав війну з сардинськими володарями з родин Доріа та Маласпіна, які були громадянами Генуезької республіки, що контролювала більшість земель колишнього Логудорського юдикату на північному заході Сардинії, включаючи місто Альгеро та напівавтономну республіку Сассарі, захопив ці території та додав їх до своїх володінь.
Арборейський юдикат, єдина сардинська держава, яка залишалася незалежною від іноземного панування, підкорити виявилося набагато важче. Під загрозою арагонських претензій на об'єднання острова під власною владою, у 1353 році Арборейський юдикат на чолі з Маріано IV сам розпочав завоювання сардинських територій, що вже потрапили під контроль арагонців і вважались ними складовими частинами наданого папою Королівства Сардинії та Корсики. У 1368 році арборейцям вдалося майже витіснити арагонців з острова, зменшивши фактично контрольовану арагонцями територію лише до портових міст Кальярі та Альгеро та перебравши всі іншу територію Сардинії під свою владу.
За мирним договором 1388 року Арборейський юдикат повернув арагонцям їхні попередні володіння, але напруженість тривала, і в 1391 році арборейська армія на чолі з Бранкалеоне Доріа знову напала на арагонські території до кінця 1992 році повернула більшу частину острова під владу Арбореї. Така ситуація тривала до 1409 року, коли армія Арборейського юдикату зазнала важкої поразки від арагонської армії в битві при Санлурі.

У 1420 році Альфонсо V, король Сицилії та спадкоємець Арагону, купив решту територій за 100 000 золотих флоринів юдикату Арбореї в 1420 році в останнього судді, Вільгельма III Нарбоннського, і «Сардинське королівство» розширилося. по всьому острову, за винятком міста Кастельсардо (на той час називалося Кастельдорія або Кастельгеновезе), яке було викрадено з Дорії в 1448 році та перейменовано на Кастильйо Арагонес (Арагонський замок). Підкорення Сардинії зайняло ціле століття, а Корсика, яка ніколи не була відвойована у генуезців, була виключена з офіційної назви королівства, яке з 1460 року стало називатись просто Сардинським королівством (лат. Regnum Sardiniae).

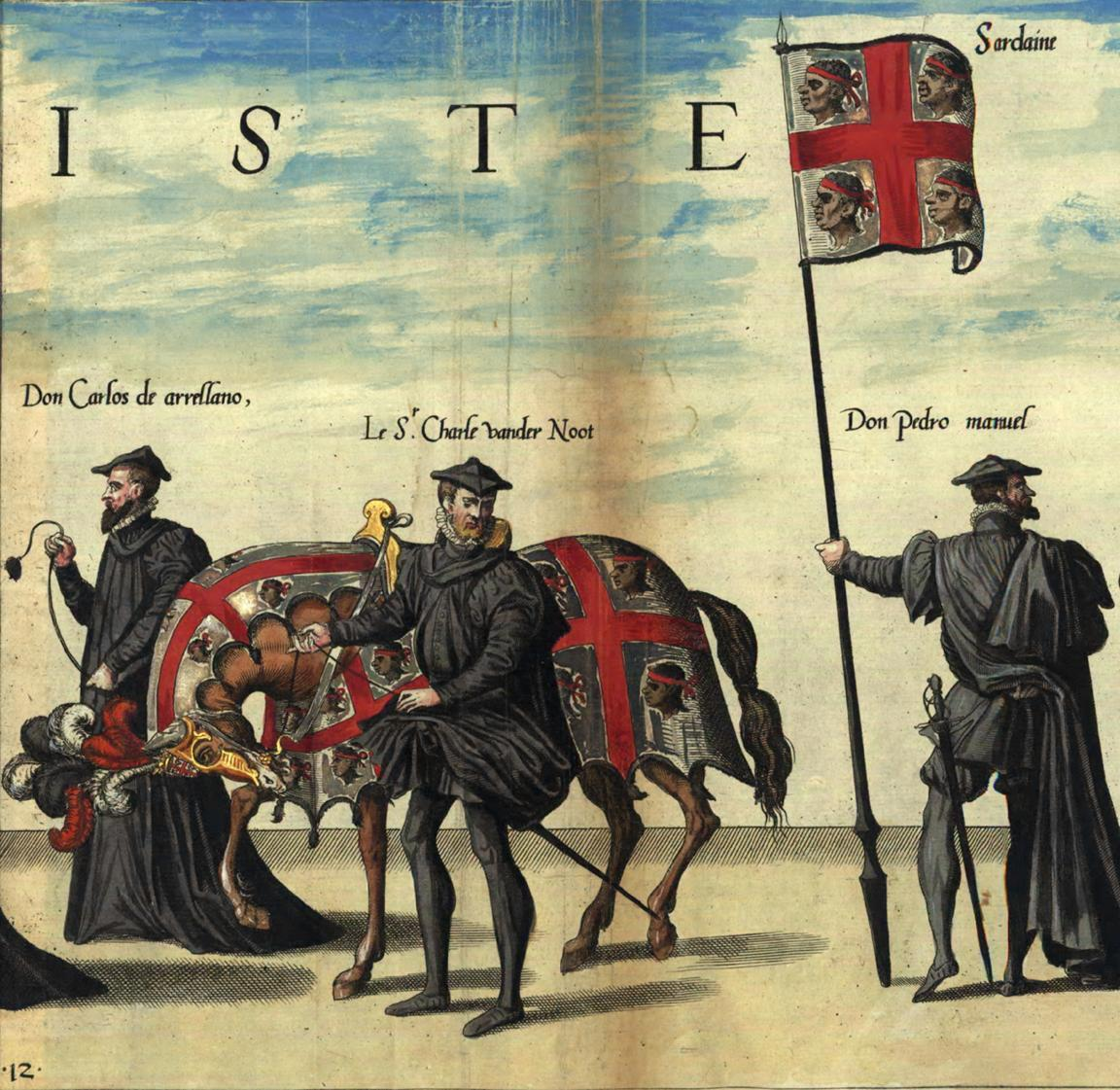
Прапор Сардинського королівства на церемонії похорону Карла V

## Сардинське королівство під владою Іспанії
Арагонці безпосередньо правили Сардинією до 1460 року. Того року Сардинське королівство було включене в щось на кшталт конфедерації держав, кожна зі своїми власними інституціями, що називалась Арагонською короною і об'єднувалась лише особою короля. В складі Арагонської Корони Сардинське королівство збереглось як окрема політична одиниця. Під час боротьби з Арбореєю Педро IV Арагонський надав королівству законодавчу та правову автономію. На місці Сардинським королівством від імені короля Арагона керував віцекороль. 

Арагонська корона була створена радою представників різних держав і набула значення для головної мети — відокремлення спадщини Фердинанда II Арагонського від спадщини Ізабелли I Кастильської, коли вони одружилися в 1469 році.

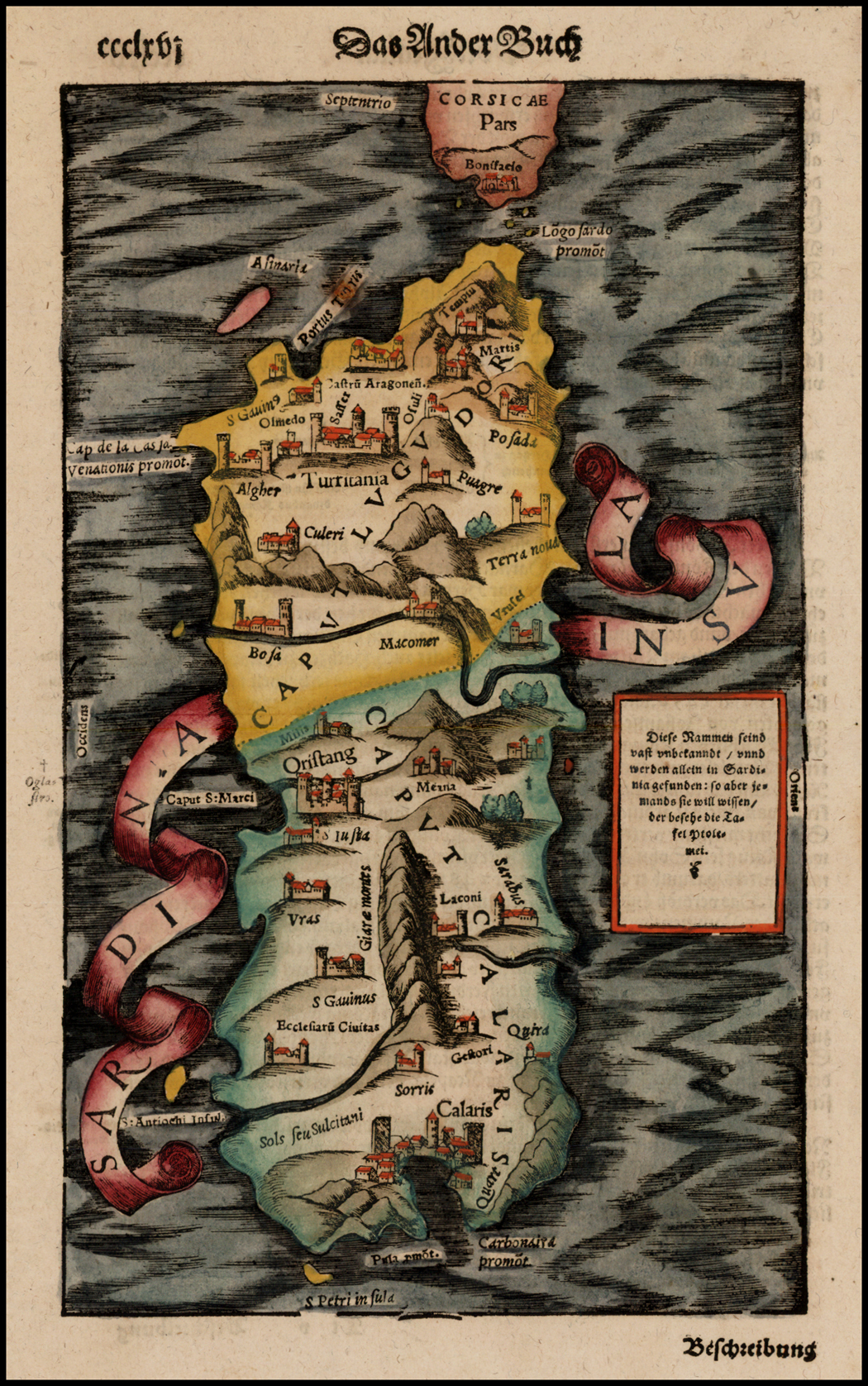
Сардинське королівство на карті XVI ст.

Розгром місцевих королівств, комун і синьйорій, стійке арагонське (пізніше іспанське) правління, запровадження класичної форми феодалізму, а також відкриття Америки і перенесення головних морських сполучень з Середземного моря в Атлантику призвели до занепаду Сардинського королівства. Короткий період повстань відбувся під керівництвом місцевого дворянина Леонардо Алагона, маркіза Орістано, який захищав свої території від віцекороля Ніколо Карроса та зумів перемогти армію віцекороля в 1470-х роках, але пізніше був розгромлений у битві при Макомері в 1478 році, що поклало край будь-яким подальшим повстанням на острові. Безперервні напади берберських піратів і низка епідемій чуми (у 1582, 1652 і 1655 роках) ще більше погіршили ситуацію.
У 1527 році, під час франко-іспанської війни, французька армія з 4000 осіб на чолі з італійцем Ренцо да Чері напала на північ острова, взяла в облогу Кастелларагонес і протягом майже місяця грабувала Сорсо, а потім Сассарі.
У 1566 році в Кальярі була створена перша друкарня Сардинії, а в 1607 і 1617 роках були засновані Університет Кальярі та Університет Сассарі.
Наприкінці XV та на початку XVI століття іспанці побудували сторожові вежі по всьому узбережжю (нині їх називають «іспанськими вежами»), щоб захистити острів від османських вторгнень. У 1637 році французький флот на чолі з Анрі, графом Гаркортом, приблизно тиждень грабував Орістано.

## Обмін Сардинії на Сицилію

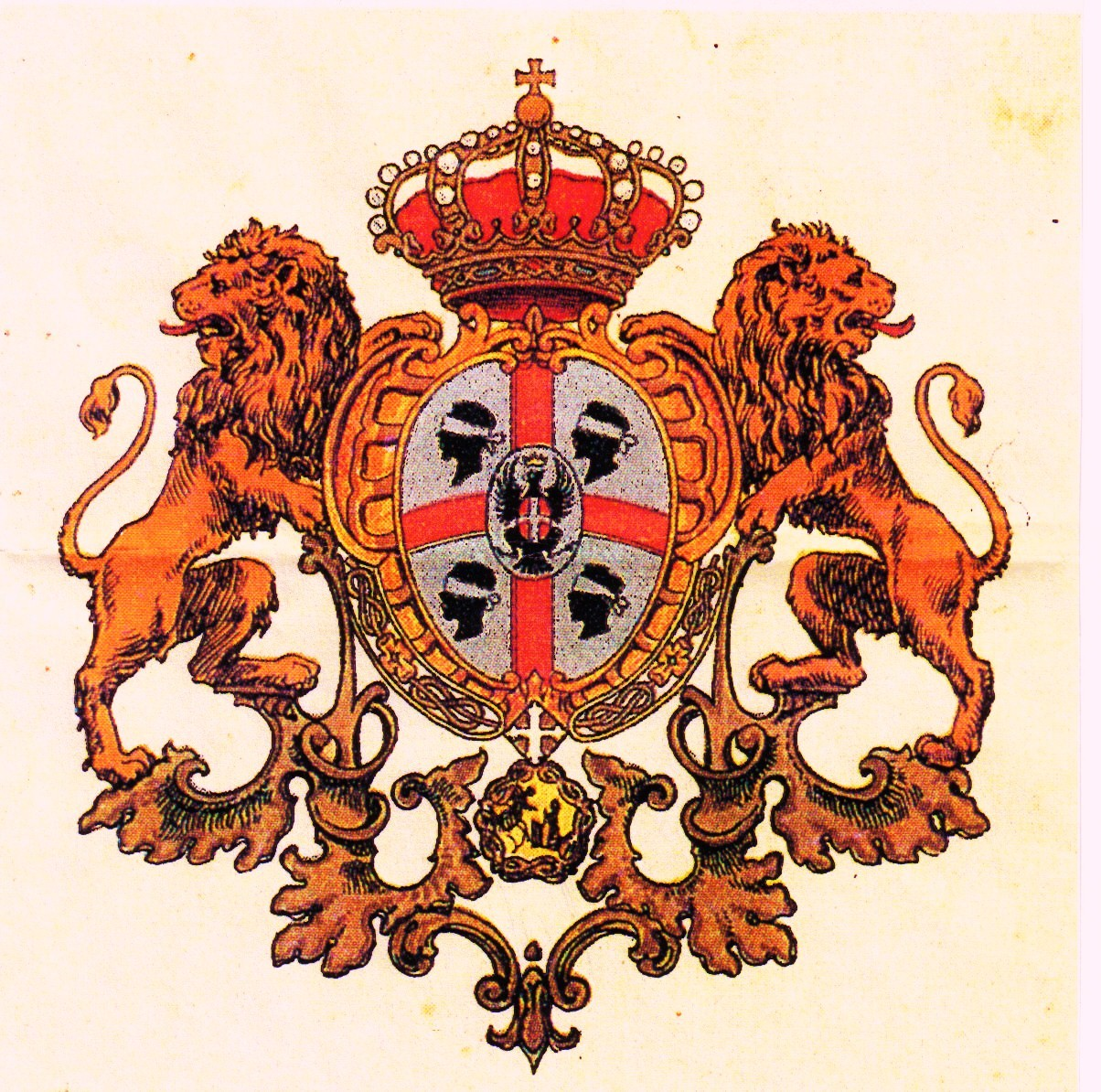
Герб Сардинського королівства за Савойської династії XIX століття

Іспанському пануванню на Сардинії покладено край на початку XVIII століття внаслідок війни за іспанську спадщину. За Утрехтським договором 1713 року Європейська імперія Іспанії була розділена: Савойя отримала Сицилійське королівство та меншу частину Міланського герцогства, а Карл VI (імператор Священної Римської імперії та ерцгерцог Австрії) отримав Іспанські Нідерланди, Неаполітанське та Сардинське королівства і основну частину Міланського герцогства.
Під час війни Четверного союзу Віктор Амадей II, герцог Савойський і принц П'ємонту (а тепер і король Сицилії), був змушений погодитися віддати Сицилію австрійським Габсбургам і отримати в обмін Сардинію. Обмін був офіційно ратифікований у Гаазькому договорі від 17 лютого 1720 року. Отримання Сардинського королівства дозволило савойському герцогу Віктору Амадею зберегти титул короля, який він отримав при передачі йому Сицилійського королівства.
Віктор Амадей спочатку опирався обміну і до 1723 року продовжував називати себе королем Сицилії, а не королем Сардинії. Держава прийняла офіційну назву Королівство Сардинії, Кіпру та Єрусалиму, оскільки Савойський дім все ще претендував на престоли Кіпру та Єрусалиму, хоча обидва довгий час перебували під владою Османської імперії.
Відповідно до ідеального злиття 1847 року, місцеві установи Сардинії, включаючи віцекороля, були скасовані. Однак титул короля Сардинії зберігався за Савойським домом до їхнього падіння з італійського престолу в 1946 році.

## Прапори, королівські штандарти та герби

Герби
Середньовічний (в складі Арагонської Корони)
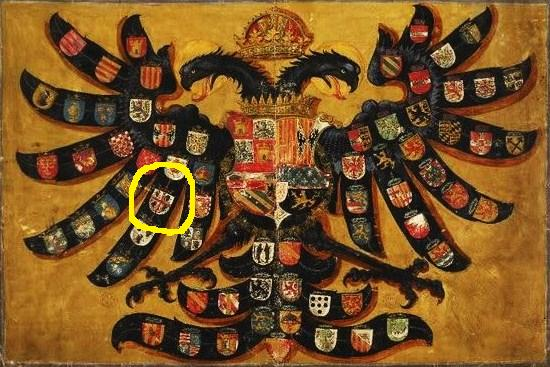
Імператорський орел  імператора Карла V з чотирма маврами Сардинського королівства (XVI століття)

- Державні прапори<ref>Sardegna. www.rbvex.it. Процитовано 8 жовтня 2023.</ref>
- Прапор Сардинського королівства 1568 року

References:

## Карти
Територіальна еволюція Сардинії з 1324 по 1720 рік

Державні прапори Карти == Територіальна еволюція Сардинії з 1324 по 1720 рік<gallery class=
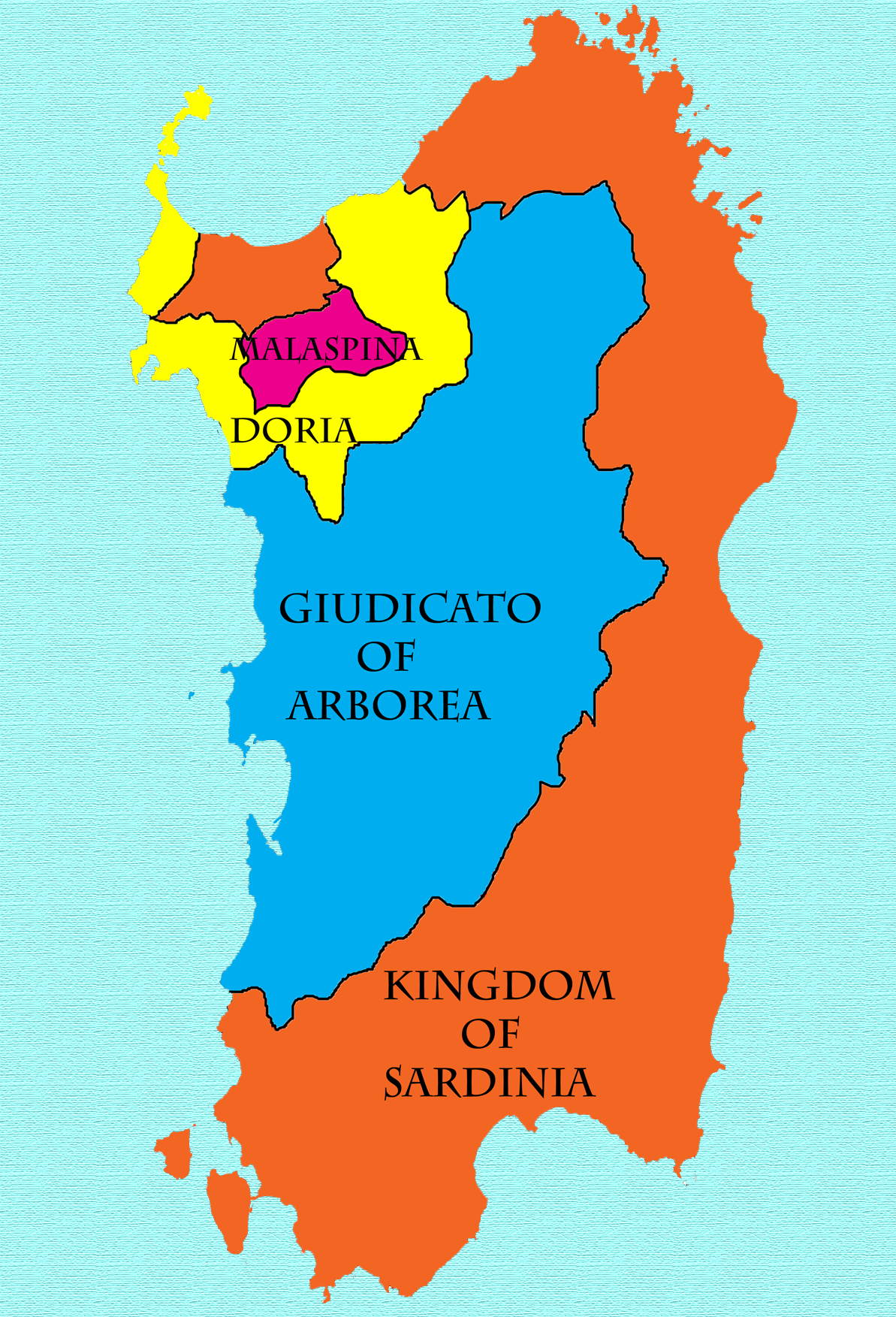
Політична ситуація в Сардинії після 1324 року, коли арагонці завоювали пізанські території Сардинії, які включали юдикати Кальярі та Галлури.
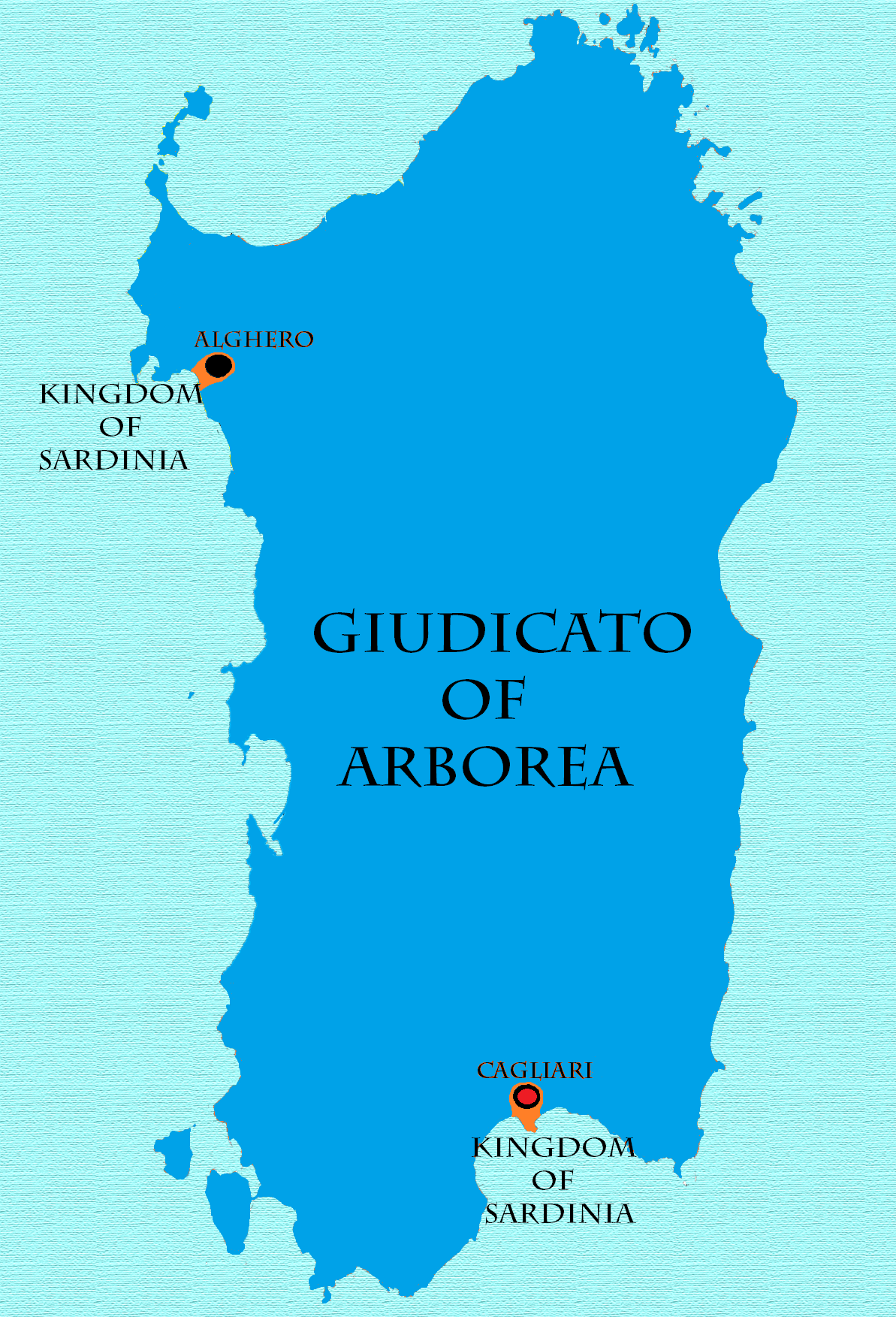
Сардинське королівство з 1368 по 1388 та з 1392 по 1409 роки, після воєн з Арбореєю, складалося лише з міст Кальярі та Альгеро.
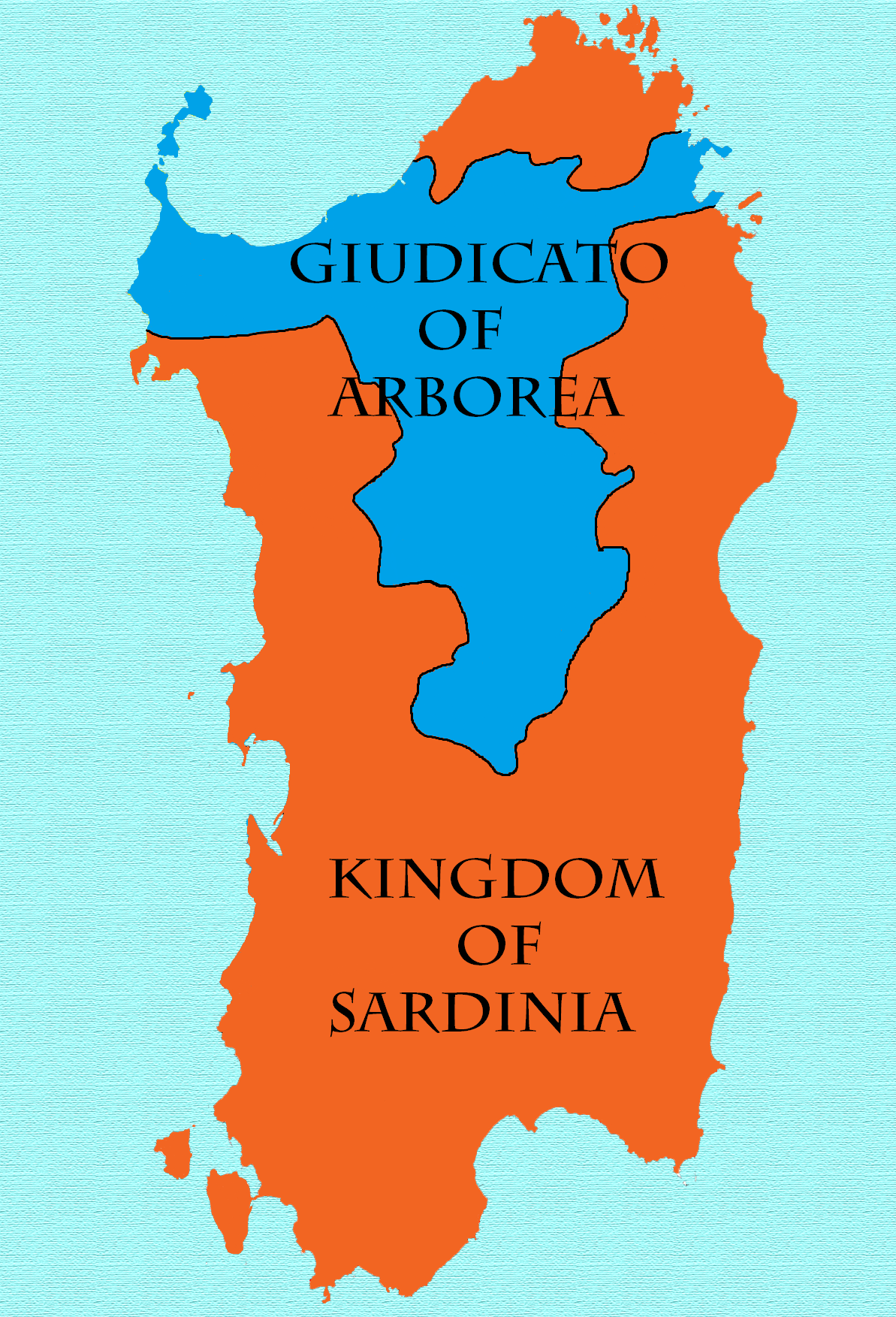
Королівство Сардинія з 1410 по 1420 рік, після поразки Арборейського юдикату в битві при Санлурі (1409).
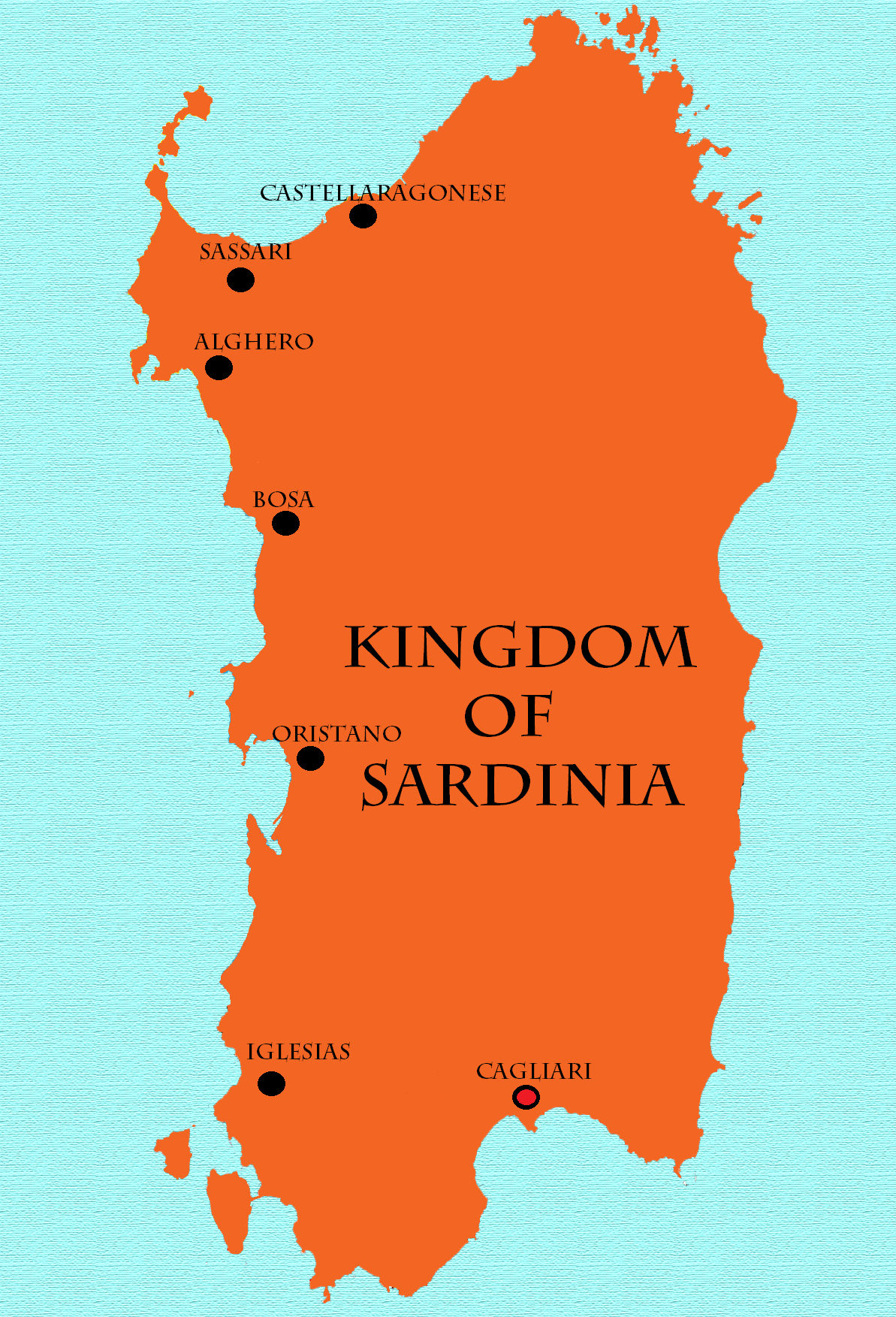
Сардинське королівство з 1448 по 1720 рр.; архіпелаг Маддалена був завойований у 1767–69.

### Італійською
- AAVV. (a cura di F. Manconi), La società sarda in età spagnola, Cagliari, Consiglio Regionale della Sardegna, 2 vol., 1992-3
- Blasco Ferrer Eduardo, Crestomazia Sarda dei primi secoli, collana Officina Linguistica, Ilisso, Nuoro, 2003,ISBN 9788887825657
- Boscolo Alberto, La Sardegna bizantina e alto giudicale, Edizioni Della TorreCagliari 1978
- Coroneo Roberto, Arte in Sardegna dal IV alla metà dell'XI secolo, edizioni AV, Cagliari, 2011
- Коронео Роберто, Scultura mediobizantina in Sardegna, Nuoro, Poliedro, 2000,
- Gallinari Luciano, Il Giudicato di Cagliari tra XI e XIII secolo. Proposte di interpretazioni instituzionali, in Rivista dell'Istituto di Storia dell'Europa Mediterranea, № 5, 2010
- Манконі Франческо, La Sardegna al tempo degli Asburgo, Il Maestrale, Nuoro, 2010,ISBN 9788864290102
- Манконі Франческо, Una piccola provincia di un grande impero, CUEC, Кальярі, 2012,ISBN 8884677882
- Мастіно Аттіліо, Storia della Sardegna Antica, Il Maestrale, Nuoro, 2005,ISBN 9788889801635
- Мелоні П'єро, La Sardegna Romana, Chiarella, Sassari, 1980
- Motzo Bachisio Raimondo, Studi sui bizantini in Sardegna e sull'agiografia sarda, Deputazione di Storia Patria della Sardegna, Cagliari, 1987
- Орту Джан Джакомо, La Sardegna dei Giudici, Il Maestrale, Nuoro, 2005,ISBN 9788889801024
- Paulis Giulio, Lingua e cultura nella Sardegna bizantina: testimonianze linguistiche dell'influsso greco, Sassari, L'Asfodelo, 1983
- Spanu Luigi, Cagliari nel seicento, Edizioni Castello, Cagliari, 1999
- Зедда Коррадо — Пінна Раймондо, La nascita dei Giudicati. Proposta per lo scioglimento di un enigma storiografico, in Archivio Storico Giuridico di Sassari, seconda serie, n° 12, 2007